# El Hematocrítico
Miguel Ángel López González, conocido popularmente como Hematocrítico o El Hematocrítico de Arte, (La Coruña, 1976-Navia, 27 de noviembre de 2023) fue un escritor, maestro de Educación Infantil, Inglés y Primaria, tuitero, autor de blogs humorísticos y comunicador español.

## Trayectoria
Trabajó como profesor de educación infantil, inglés y educación primaria durante dos décadas en el colegio Esclavas da Coruña.
El nombre por el que se hizo conocido provenía de un proyecto de humor sobre historia del arte que puso en marcha en su blog y al que denominó El Hematocrítico de Arte. Esta iniciativa, en la que López ponía unos pies de foto divertidos a los cuadros se acabó convirtiendo en 2012 en un libro ilustrado con el mismo título, con prólogo de Nacho Vigalondo y portada de José Luis Ágreda.
Como comunicador, su rol principal fue inicialmente como bloguero, y luego como tuitero, donde al momento de su muerte contaba con 160.000 seguidores. También colaboró en medios tradicionales, como la revista de cine Cinemanía, ElDiario.es, o la revista de humor Mongolia. También fue comentarista de los programas de Antena 3 Top Chef, Pekin Express y Casados a primera vista. Además, fue el community manager del programa Mapi, que se emitió en La 1 y Clan durante el segundo semestre de 2022, trabajo por el que fue muy alabado en la red social Twitter.
Ya en el ámbito más local, fue colaborador del programa de radio Turkía, que copresentaba Antón Lezcano y Txury Ferrer. Además, fue presentador en 2015 y 2016 en TEDx Madrid.
En su trabajo en las redes sociales se expresaba preferentemente en lengua española, aunque en su obra literaria publicaba tanto en gallego como en español.
El 27 de noviembre de 2023 falleció de un infarto de miocardio en Navia (Vigo).

## Reconocimientos
En 2015, fue reconocido con el Premio Fundación Cuatrogatos por su obra Feliz Feroz. En 2021, ganó el XXXIX Concurso de Narrativa Infantil ‘Vila d’Ibi’ por su libro Doña Problemas.En enero de 2024 le fue concedida a título póstumo la Medalla de Oro al Mérito en las Bellas Artes 2023.

## Obra

### Novela gráfica
- 2012 – El Hematocrítico de Arte. Bilbao: Caramba. ISBN 978-8493930653.
- 2013 – Drama en el portal. Bilbao: Caramba. ISBN 9788494060243.
- 2015 – El Hematocrítico de Arte 2. Bilbao: Caramba. ISBN 9788461697519.
- 2017 – El Hematocrítico de Artres. Bilbao: Caramba. ISBN 978-8416880188.

### Historieta
- La media hora de los héroes: Leyendas del recreo 1 (2020). Ilustraciones de Albert Monteys. ISBN: 978-84-698-6643-6
- Leyendas del recreo 2. Campeones del mundo (2020) Ilustraciones de Albert Monteys. ISBN: 978-84-698-6644-3
- Leyendas del recreo. Viaje por patios infinitos (2021) Ilustraciones de Albert Monteys. ISBN: 978-8469885741
- Leyendas del recreo. Conspiración en la sombra (2022) Ilustraciones de Albert Monteys. ISBN: 978-84-698-9070-7

### Literatura infantil
- 2014 – Feliz Feroz. Anaya. Premio Fundación Cuatrogatos 2015.[13]
- 2016 – Axente Riciños. Xerais
- 2016 – O lobo con botas. Xerais
- 2019 – Rapunzel con piollos. Pequeno Merlín. Ilustraciones de Mar Villar. Xerais. ISBN 978-84-9121-569-1.[14]
- 2020 – Alcaldesa vermella. Ilustraciones de Mar Villar. Xerais. ISBN 978-84-9121-650-6.
- 2021 – Mi hermono. Anaya. Ilustraciones de Alberto Vázquez.
- 2021 – Un perro. Anaya. Ilustraciones de Alberto Vázquez.
- 2021 – Vaia cabuxiño! Ilustraciones de Mar Villar. Xerais. ISBN 978-84-9121-883-8.
- 2021 – Dejadme en paz. Max Burbuja 1. Ilustraciones de Santy Gutiérrez. Penguin Random House.
- 2021 – Robar está fatal. Max Burbuja 2. Ilustraciones de Santy Gutiérrez. Penguin Random House.
- 2021 – Se hace viral. Max Burbuja 3. Ilustraciones de Santy Gutiérrez. Penguin Random House.
- 2021 – Contra el comedor. Max Burbuja 4. Ilustraciones de Santy Gutiérrez. Penguin Random House.
- 2022 – Misión Princesa Ilustraciones de Mar Villar. Xerais. ISBN 978-84-6989-0844.
- 2023 – Dona Problemas. Ilustraciones de Paco Roca. Xerais.
- 2023 – Morto de fame. Ilustraciones de Mar Villar. Xerais. ISBN 978-84-1110-330-5.
- 2023 – Unha unicornia. Ilustraciones de Alberto Vázquez. Xerais. ISBN 978-84-1110-405-0.
- 2023 – Leo no sabe jugar. Zenith. Ilustraciones de Lyona. ISBN 978-84-08-27810-8.